# Província de Siunik
|  | Per a altres significats, vegeu «Província de Siunia». |

Siunik —Սյունիք;  [sjuˈnikʰ] (?·pàg.) (armeni)— és una província d'Armènia al sud-est del país. Limita amb la província de Vaiots Dzor al nord, amb la República Autònoma de Nakhtxivan a l'oest; amb l'Iran, al sud; i amb territoris de l'Azerbaijan ocupats per Armènia que la separen del Nagorno Karabagh o Alt Karabakh, a l'est. La capital és Kapan. La població al cens realitzat el 2011 era de 152.684 habitants.

## Etimologia
Siunik fou una de les quinze províncies del Regne d’Armènia. L’historiador armeni antic Movsès Khorenatsí relacionà el nom de la província amb Sisak, descendent del llegendari patriarca armeni Haik i suposat progenitor de l’antiga dinastia Siunia (o Siunik), que governà la regió a partir del segle I aC. Tanmateix, l’historiador Robert Hewsen considerà Sisak com un epònim posterior. Per la seva banda, l’historiador Armen Petrosyan suggerí que el nom de Siunik prové del déu solar urartià Shivini (o Siwini), préstec cultural dels hitites, tot assenyalant la similitud fonètica entre els noms i la gran quantitat de topònims relacionats amb el sol que es troben a la regió històrica de Siunik.
En diferents períodes, la regió que avui correspon a l’actual Siunik ha rebut altres denominacions com Siunia, Sisakan i Zanguezur (o Zangadzor). En l’àmbit geogràfic, la Cosmographia de Ravenna (segles V–VI) es referí a la zona amb el nom de Siounia Caucasiana.

## Geografia
Siunik està situada entre la República Autònoma de Nakhtxevan (Azerbaidjan) a l’oest i els districtes de Laçin, Qubadli i Zangilan de l’Azerbaidjan a l’est. Entre els anys 1992 i 2020, limitava per l’est amb la província de Kaixatag de la no reconeguda República de l’Alt Karabakh. Al nord, confronta amb la província armènia de Vayots Dzor, mentre que el riu Araxes marca la frontera sud amb l’Iran. Amb una superfície de 4.506 km² (1.740 milles quadrades), que representa el 15% del territori nacional, Siunik és la segona província més extensa d’Armènia, després de Guegharkunik.
Històricament, l’actual territori de la província ocupa gran part de la regió homònima de l’antiga Armènia.
Siunik és una regió eminentment muntanyosa, majoritàriament coberta de frondosos boscos verds. Les muntanyes de Zangezur n’ocupen la major part. Els cims més elevats de la província són el mont Kaputjugh, amb 3.905 metres (12.812 peus), i el mont Gazanasar, amb 3.829 metres (12.562 peus).
Una part significativa dels boscos de Siunik gaudeix de protecció estatal, amb espais naturals com el Parc Nacional d’Arevik, la Reserva Estatal de Shikahogh, el Santuari de Boghakar, el Santuari de Gorís, el Santuari del Bosc de Plàtans, el Santuari del Llac Sev i el Santuari de Zangezur.

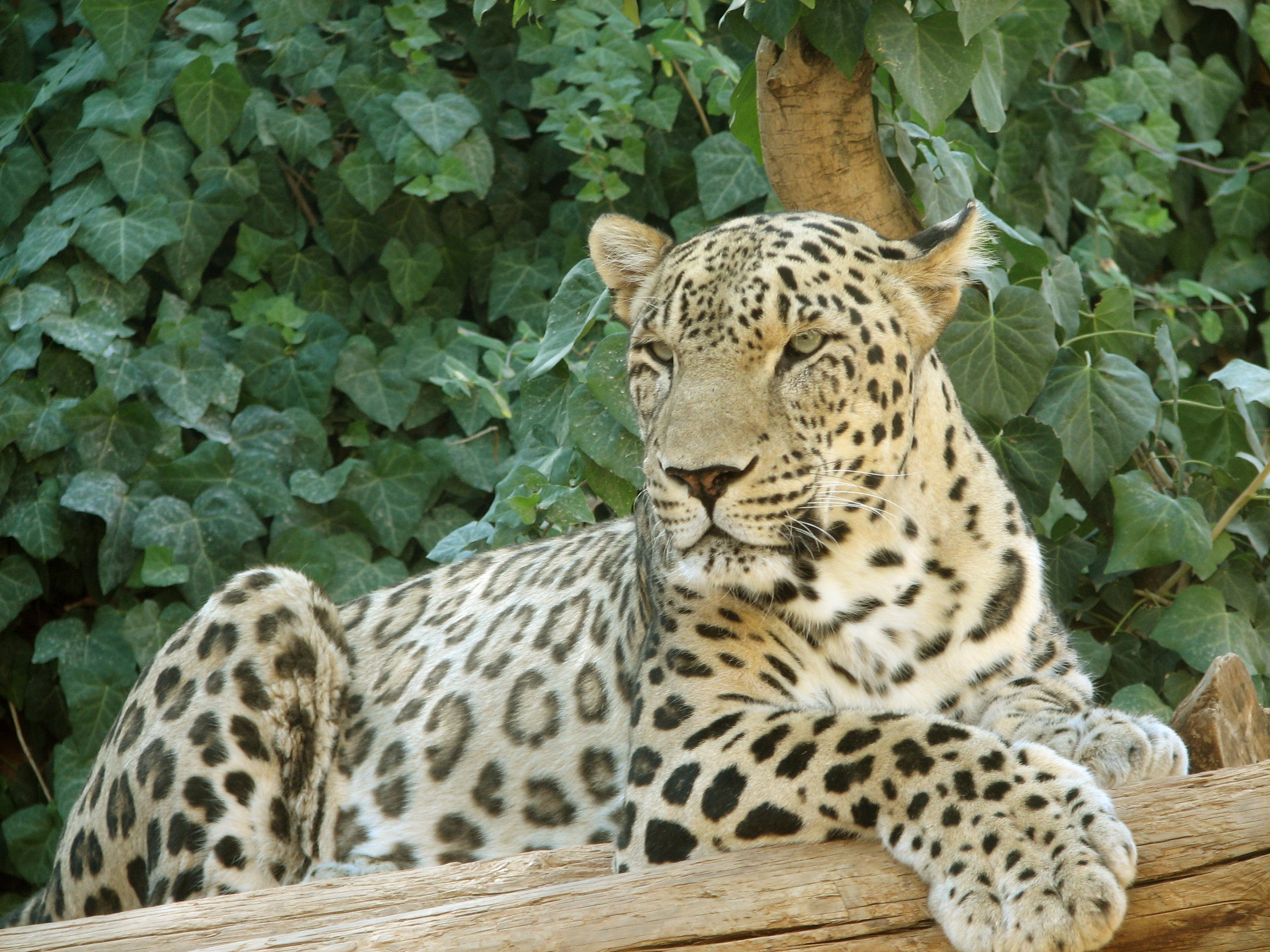
Lleopart del Caucas

Els principals sistemes hidrogràfics inclouen els rius Vorotan, Voghji, Sisian, Meghrí i Vatxagan. A l’estiu, les temperatures poden assolir els 40 °C (104 °F), encara que la mitjana es manté al voltant dels 22 °C (72 °F); a l’hivern poden descendir fins als –12,5 °C (9,5 °F). La frontera occidental amb Nakhtxevan està delimitada per les muntanyes de Zangezur.

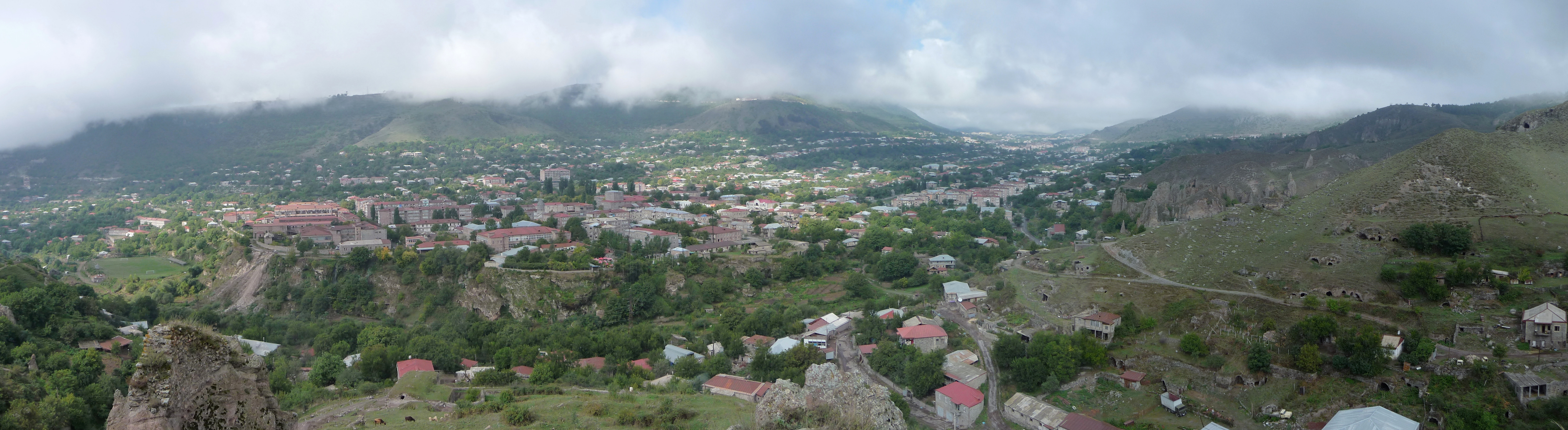
Panorama de la ciutat de Gorís

L'extrem sud d’Armènia, al massís de Meghrí, havia estat hàbitat del lleopard del Caucas, espècie en perill d’extinció. No obstant això, entre l’agost de 2006 i l’abril de 2007 només se’n registrà un exemplar mitjançant càmeres trampa, i cap altra senyal fou detectada durant les inspeccions de rastreig realitzades en una àrea de 296,9 km² (114,6 milles quadrades). Malgrat que els recursos tròfics locals podrien mantenir entre quatre i deu individus, la pressió provocada per la caça furtiva, la ramaderia, la recol·lecció de plantes i bolets silvestres, la desforestació i els incendis d’origen humà supera llur llindar de tolerància. No obstant això, en el marc de prospeccions realitzades entre 2013 i 2014, es captaren imatges de lleopards en 24 indrets del sud d’Armènia, 14 dels quals situats a les muntanyes de Zangezur.

## Subdivisions administratives
Ders de les reformes administratives dels anys 2015, 2016 i 2017, la província està subdividida actualment en 8 municipis (hamaynkner), dels quals, 5 són urbans, i 3 són rurals:Gorís (29.173 habitants el 2011), Kajaran (9134 h.), Kapan (49.788 h.), Meghrí (11.377 h.), Sisian (28.563 h.), Gorayk (1.702 h.), Tatev (6.260) i Tegh (5994 h.).

## Història

### Història antiga - Regne d'Armènia

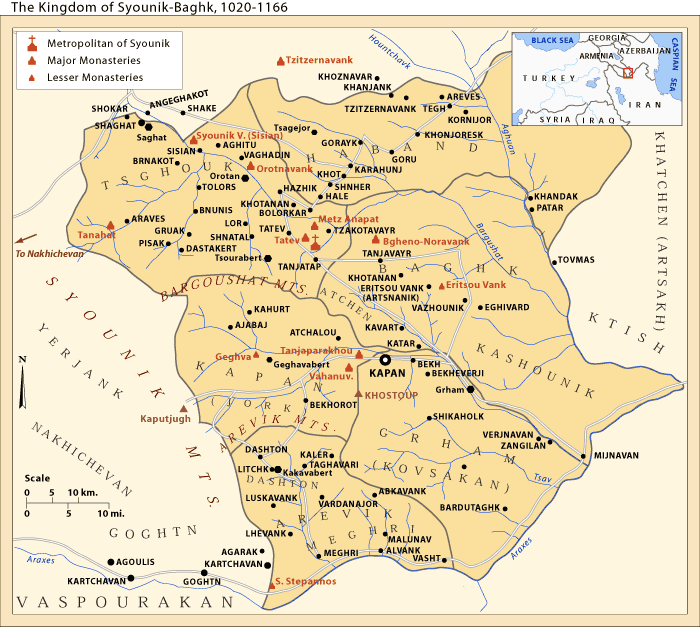
Regne de Siunik, 1020-1166

Les inscripcions trobades a la regió dels voltants del llac Sevan atribuïdes al rei Artaxes I confirmen que la província històrica de Siunia formava part del regne artaxiada d’Armènia durant el segle II aC.
La primera dinastia que governà Siunia fou la dinastia Siunia, a partir del segle I. El primer nakharar conegut fou Valinak Siak (vers 330), seguit pel seu germà Andok o Andovk (Antíoc, vers 340). L’any 379, Babik (Bagben), fill d’Andok, fou restablert com a nakharar per la influent família dels Mamiconis. Babik tenia una germana anomenada Pharantzem, que s’havia casat primer amb el príncep arxakuní Gnel, nebot del rei Àrsaces II d’Armènia, i posteriorment amb el mateix Àrsaces II com a segon marit. El govern de Babik durà menys d’una dècada i cap al 386 o 387, Dara fou deposat per l’Imperi Sassànida.
Valinak (c. 400–409) fou succeït per Vasaces (409–452). Vasaces tingué dos fills, Babik (Bagben) i Bakur, així com una filla que es casà amb Varazvahan (452–472), successor de Vasaces. El fill de Varazvahan, Gelehon, governà entre 470 i 477 i morí l’any 483. Babik (Bagben), germà de Varazvahan, esdevingué nakharar el 477. Hadz, germà de Gelehon, morí el 25 de setembre de 482.
Posteriorment, la província de Siunik fou governada per Baanes (vers 570), Felip (vers 580), Esteve (vers 590–597), Isaac (vers 597) i Gregori, que governà fins l’any 640.

### Edat mitjana
Una dinastia fou establerta a Syunik governada per una branca de la casa Bagratuní, amb prínceps vassalls menors provinents d’una o més dinasties anteriors. Vasaces III (vers 800) patí un atac de l’emir de Mantziciert, Sevada. Aquest establí una guarnició a Xalat, al districte de Dzoluk. Vasaces III demanà ajuda al cap revolucionari persa Babak Khorramdin, que es casà amb una filla del rei.
A la mort de Vasaces III l’any 821, Babak heretà el territori, que es revoltà contra ell. Tot i que Babak reprimí la revolta, fou assetjat tant per musulmans com per armenis, i acabà abdicant. Els fills de Vasaces, Philipo i Sahak, recuperaren el poder. Philipo controlava l’est de Siunik, inclosos els cantons de Vaiots Dzor i Baghk, mentre que Sahak governava el cantó occidental conegut com a Guegharkunik.
L’any 826, Sahak s’alià amb el seu antic enemic, Sevada —l’emir qaysita de Mantziciert— contra el governador del califa, però fou derrotat i morí a Kavakert. El seu fill Gregori-Sufan el succeí com a príncep de Siunik Occidental. A la regió oriental, Philipo morí el 10 d’agost del 848 i fou succeït pels seus tres fills —Babgen, Vasaces-Ichkhanik i Asoci— que governaren conjuntament. Babgen combaté Gregori-Sufan i el matà (vers 849–851), però morí poc després (851), i Vasaces-Ichkhanik (Vasaces IV) el succeí. Aquest mantingué relacions pacífiques amb Vasaces-Gabor, que havia ascendit al tron de Syunik Occidental després del seu pare.

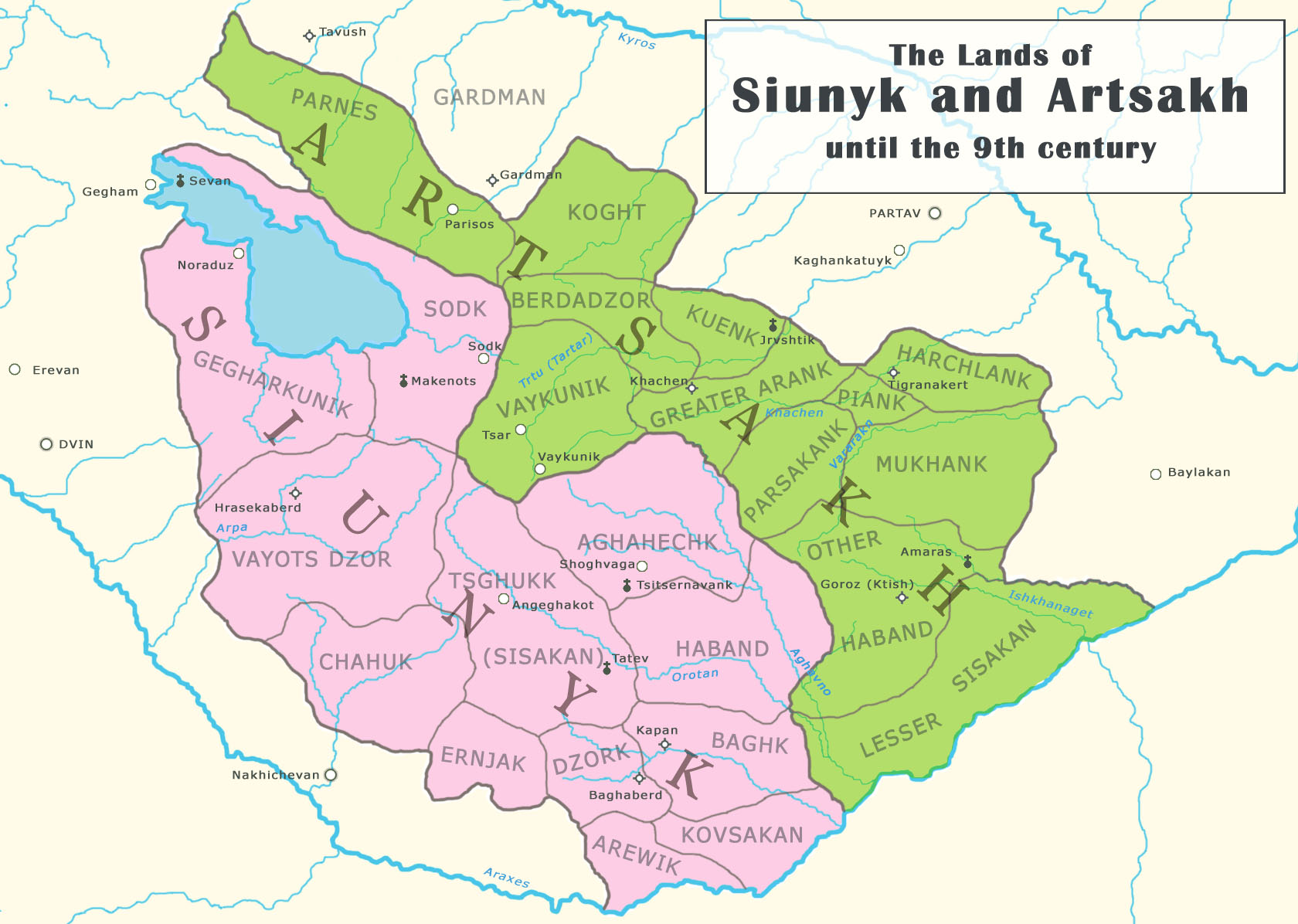
Siunik i Artsak fins al segle IX

Nerseh Philipoean, germà de Babgen, dirigí una expedició contra Aghuania (822–823) i derrotà el príncep Varaz-Terdat II de la dinastia mihrakànida a Morgog. Durant aquests anys, el general del califa, Bugha al-Kabir, devastà Armènia i Aghuania. A Siunik Oriental, governada per Vasaces IV i el seu germà Asoci, els habitants es refugiaren a la fortalesa de Balq. Vasaces fugí a Kotaiq, però fou traït pel príncep de Gardman, Ketridj, i entregat a Bugha (859), igual que Asoci. Bugha també empresonà Ketridj i el príncep de Sevordiq, Stepanos Kun.

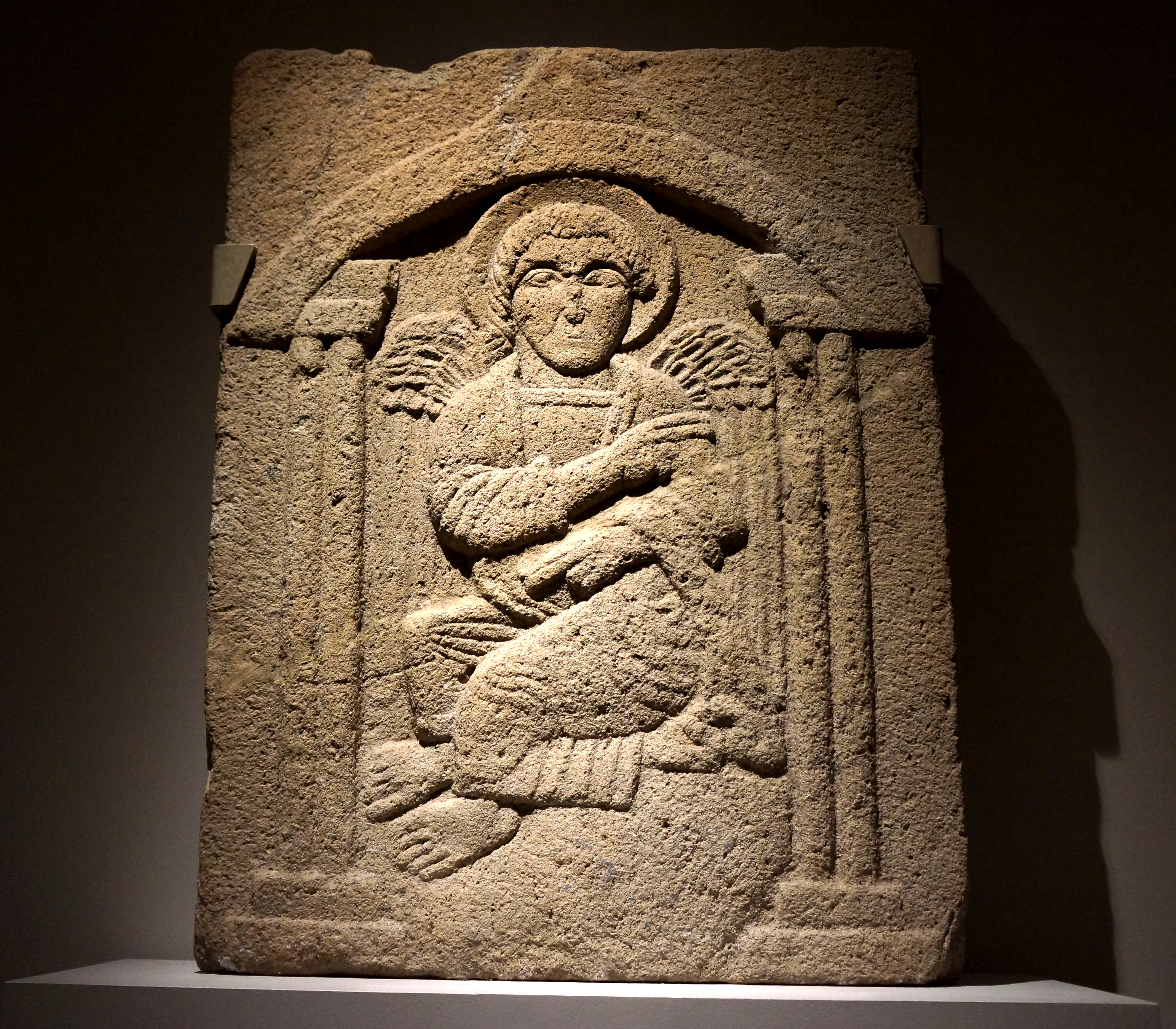
Baix relleu d'un àngel (Siwnik, segle X)

Per tal de controlar aquestes regions, el califat intentà repoblar la ciutat de Xamkor (vora el riu Kura) amb musulmans, com a punt de vigilància regional. El 862, el nou califa ordenà l’alliberament dels prínceps empresonats si es convertien a l’islam. Tanmateix, tots abandonaren l’islam un cop retornaren als seus dominis.
Vasaces-Gabor, príncep de Syunik Occidental, es casà amb Miriam, filla del príncep Bagratuni Asoci el Gran, i fou reconegut com a ichkhan pel poble, amb l’aprovació d’Asoci i del califa. El seu fill Gregori-Sufan II (887–909) el succeí. Vasaces IV, a Syunik Oriental, morí vers 887 i fou succeït pel seu germà Asoci († c. 906).
El fill de Vasaces IV, Simbaci, rebé el feu de Vaiots Dzor. Chahaponk (Jahuk) governà de 887 a després de 920. Es revoltà contra el rei Bagratuni Simbaci I l’any 903, i fou atacat pel príncep de Baspracània, Sargis-Ashot. Fou perdonat i es casà amb la germana d’aquest, rebent Nakhitxevan com a recompensa. Posteriorment, s’alià amb l’emir sadjida Yusuf contra Siunik Oriental. Simbaci es refugià a Erendchak (Alinja), i Yusuf ocupà Syunik Oriental. Simbaci trobà refugi al domini del seu cunyat Khatchik-Gagik.

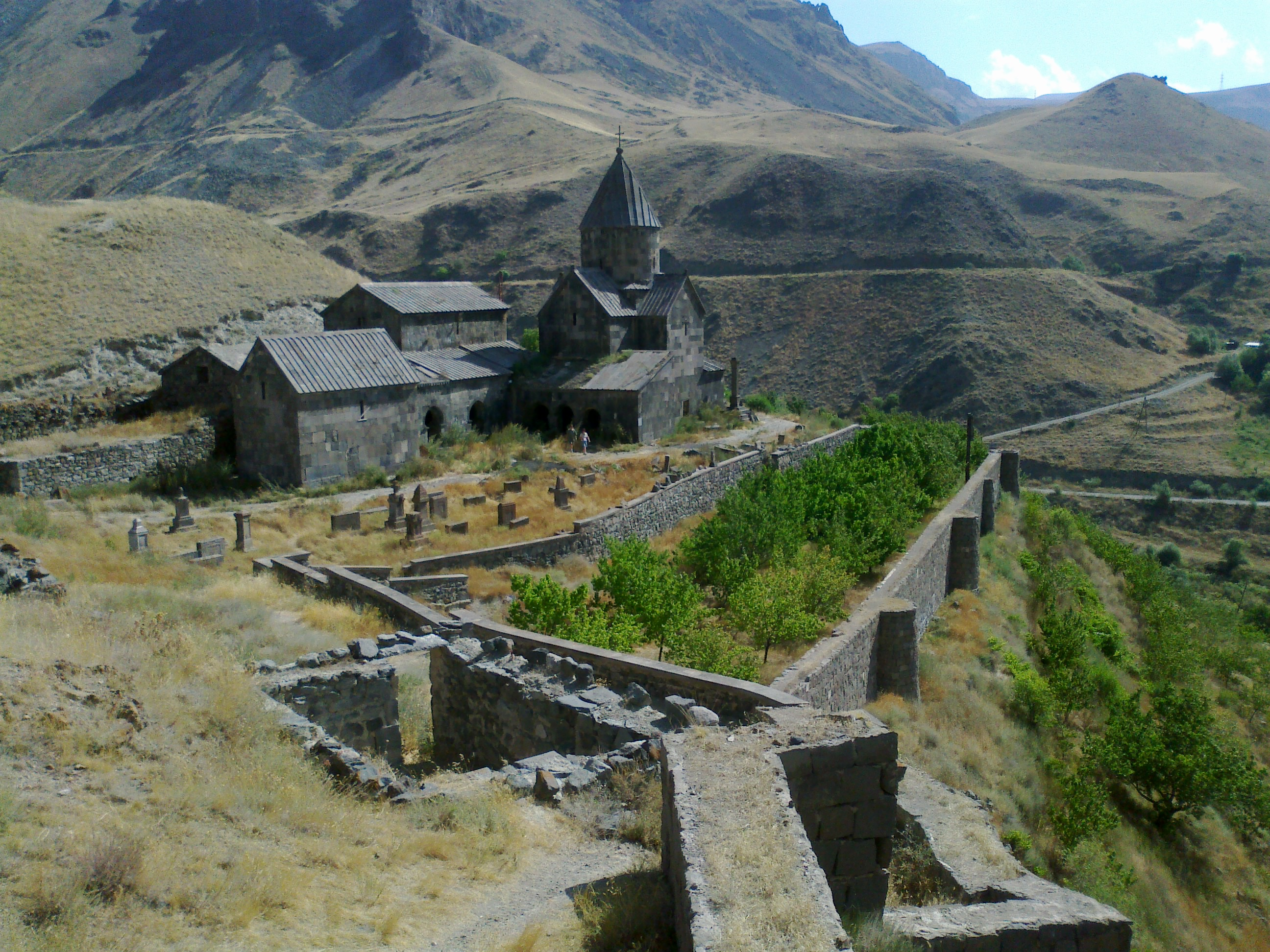
Monestir de Vorotnavank del segle X

L’any 909, Gregori-Sufan II també es sotmeté a Yusuf, però els moviments bizantins i la retirada dels sadjides li permeté recuperar el tron. Simbaci governà junt amb els seus germans Sahak, Babgen i Vasaces. A Siunik Occidental, també governaven Sahak, Ashot i Vasaces, germans de Gregori-Sufan II. La dinastia occidental s’extingí, i el territori passà a mans musulmanes.
La part oriental restà dividida: Simbaci (amb el títol principal) governà la part occidental de Syunik Oriental, incloent Vayots Dzor; Sahak en governava l’est fins al riu Hakar; Babgen tenia el districte de Baghk, i Vasaces  († 922) un territori indeterminat. L’emir Nasr d’Azerbaidjan prengué territori a Babgen i Sahak, però Simbaci derrotà Nasr i alliberà els seus germans. El seu fill Vasaces el succeí, i el fill de Sahak, també anomenat Simbaci, el seguí. Vasaces fou reconegut com a rei pels musulmans al final del seu regnat († 963).
El tron passà al seu nebot Simbaci (963–998), reconegut pels emirs de Tabriz i Arran. Es casà amb Chahandoukht, princesa d’Aghuania. El succeí Vasaces (c. 998–1019), i després els nebots Simbaci i Gregori (1019–1084), fills d’Asoci i la germana de Vasaces. Durant aquest període, Syunik fou vassall de l'Imperi Seljúcid. Gregori es casà amb Chahandoukht, filla de Sevada d’Aghuania. El seu únic successor fou la seva filla, també anomenada Chahandoukht, i el poder passà al príncep Senaquirim Ioan d’Aghuania, que governà ambdós territoris fins al 1105.
El seu fill, Gregori, governà fins al 1166, quan el país fou conquerit pels turcs seljúcides. Després fou governat successivament pels seljúcides de Hamadan, els atabegs d’Azerbaidjan, el Regne de Geòrgia, els khwarizmshahs, l’Ilkanat, els Cobànides, els Jalairides, els Qara Qoyunlu, els timúrides i els Aq Qoyunlu, abans de passar sota domini safàvida. Tot i això, Siunik gaudí sovint d’una autonomia considerable i, per períodes, fou plenament independent sota els prínceps armenis coneguts com a meliks.
Més endavant, la dinastia Orbelian —un dels membres de la qual escrigué una història important del país— governà Syunik com a vassalls durant l’època de Tamerlà (Timur).

### Domini persa i otomà
Entre mitjan segle XVIII i inicis del segle XIX, la regió de Siunik formava part del kanat de Karabakh, integrat dins de l’Imperi Safàvida. Prèviament, fou governada per l’Imperi Otomà en dos períodes diferenciats: entre 1578 i 1606, i posteriorment entre 1722 i 1736.
A començaments del segle XVIII, Siunik adquirí una rellevància destacada en la història armènia per la figura de David Bek, líder militar que encapçalà una campanya de resistència i alliberament contra les forces safàvides i l’avenç otomà. Amb el suport de milers de patriotes locals, David Bek inicià les hostilitats el 1722. Els principals centres de la seva lluita foren la fortalesa de Baghaberd, al nord-oest de Kapan, i la fortalesa de Halidzor, al sud-oest de la mateixa ciutat, on va morir el 1728.

### Domini Rus

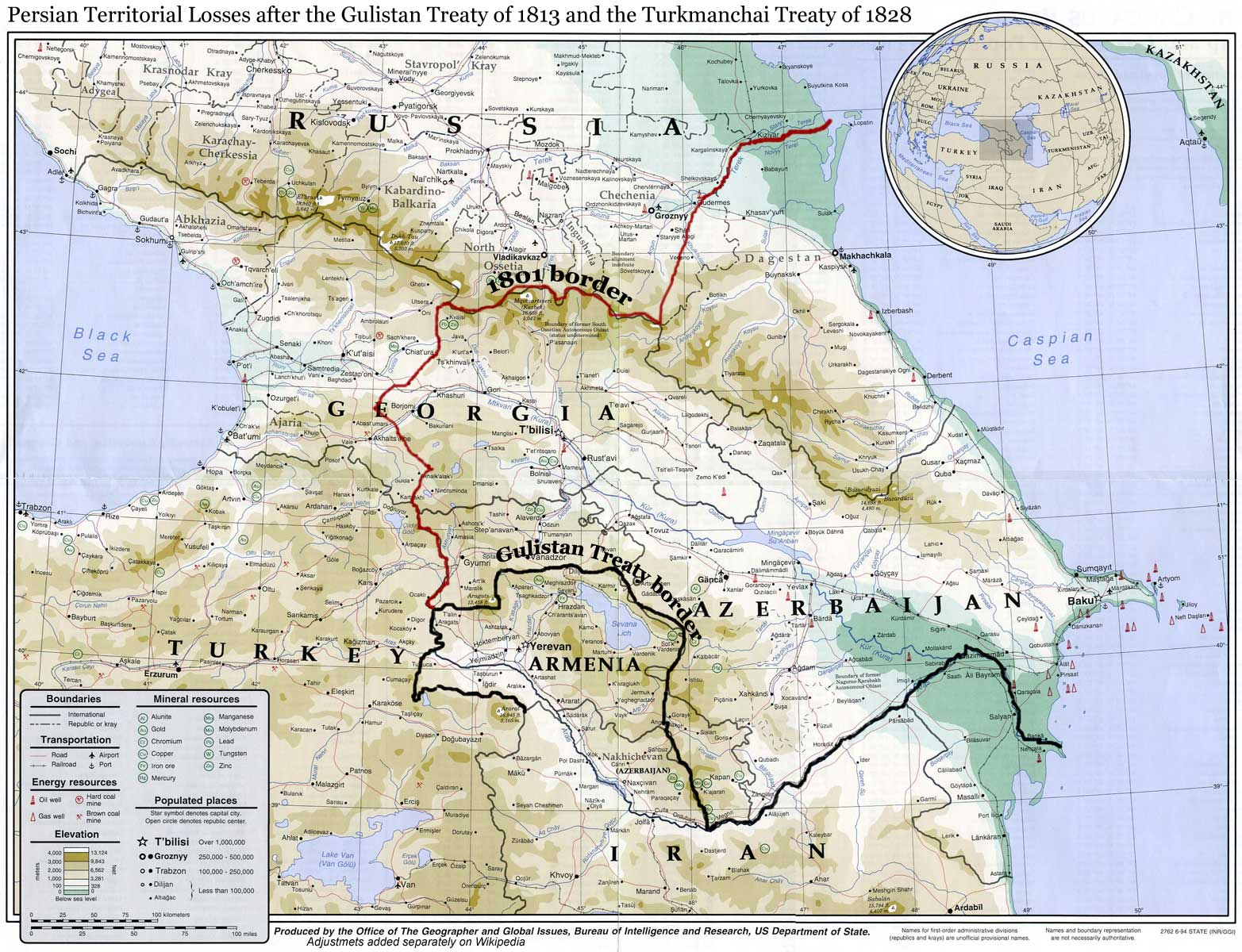
Siunik esdevé part de l'Imperi Rus degut al Tractat de Gulistan signat el 1813

Després de la guerra russo-persa de 1804–1813, la regió de Siunik –juntament amb la resta del kanat de Karabakh– passà a mans de l’Imperi Rus, d’acord amb el Tractat de Gulistan de 1813. El govern rus abolieix el kanat l’any 1822, i el territori és subdividit entre les governacions de Yerevan i Bakú (anomenada Shemakha fins al 1859). Amb la creació de la governació d’Elizavetpol el 1868, Siunik quedà inclosa dins del uezd (districte) de Zangezur, amb administració centralitzada a la ciutat de Gorís des de 1870.
Segons el cens oficial de l’Imperi Rus de 1897, el uezd de Zangezur tenia una població de 137.971 habitants, dels quals el 51,6% eren tàtars caucàsics i el 46,1% armenis.
A començaments del segle XX esclataren tensions ètniques entre les comunitats armènia i tàtara al Caucas, que culminaren en les massacres armeno-tàtares de 1905. Els enfrontaments es produïren en diverses regions, incloent-hi Zangezur. Fonts armènies informen que 128 pobles armenis i 158 d’àzeris foren saquejats o destruïts. Les estimacions sobre el nombre total de víctimes varien àmpliament: entre 3.000 i 10.000 morts, amb una afectació especialment greu sobre la població musulmana. Durant aquests episodis, els armenis de Siunik foren massacrats "sense distinció de gènere o edat" per les forces azerís i els infants foren mutilats.
Les tensions interètniques van accelerar amb la caiguda de l’Imperi Rus; el territori restà sota la jurisdicció del Comitè Especial Transcaucàsic del Govern Provisional Rus, i posteriorment de la breu República Democràtica Federal de Transcaucàsia. Amb la seva dissolució el maig de 1918, Zangezur, Nakhtxivan i l'Alt Karabakh esdevingueren territoris fortament disputats entre la República d’Armènia i la República Democràtica de l’Azerbaidjan.
Aleshores, Siunik tenia una població majoritàriament armènia (aproximadament 350.000) i una minoria musulmana d’uns 180.000 individus. Segons l’historiador Thomas de Waal, la disputa provocà el desplaçament forçat de la minoria tàtara caucàsica per part de comandants guerrillers armenis com Andranik, Rouben Ter Minassian i més tard Garegin Nzhdeh.

## República Democràtica d'Armènia i República de l'Armènia Montanyenca

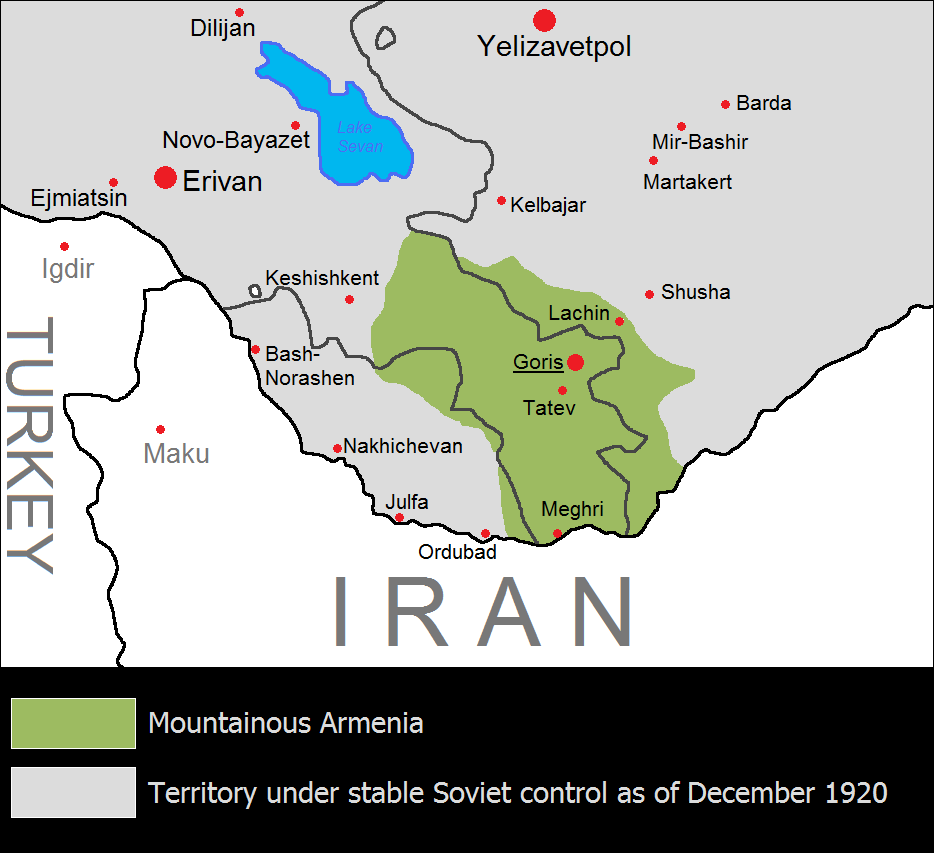
Mapa de la República de l'Armènia Montanyenca, el 1921, que ocupava, sobretot, l'actual província de Siunik

Entre 1918 i 1920, Siunik formà part de la breu República d’Armènia. Amb la posterior sovietització, la regió esdevingué el principal focus de resistència armènia contra el poder bolxevic, donant lloc a la proclamació de la República de l'Armènia Montanyenca, un estat no reconegut. Gorís n’esdevingué la capital, i Garegin Nzhdeh fou nomenat primer ministre i ministre de defensa. Posteriorment, Simon Vratsian assumí el càrrec de primer ministre, mentre Nzhdeh esdevenia governador i comandant en cap.
Durant aquest període, Nzhdeh dugué a terme l’expulsió d’aproximadament tres cinquenes parts de la població àzeri de Zangezur. Entre abril i juliol de 1921, l’Exèrcit Roig llançà una ofensiva de gran envergadura, forçant la capitulació de la república al juliol, arran de les promeses soviètiques d’integrar Siunik a la República Socialista Soviètica d’Armènia. Després del conflicte, Nzhdeh, els seus soldats i destacats intel·lectuals armènis es refugiaren a Tabriz (Pèrsia). D'aquesta manera, Siunik esdevé part de la República Socialista Soviètica d'Armènia el juliol de l'any 1921.

### Període soviètic

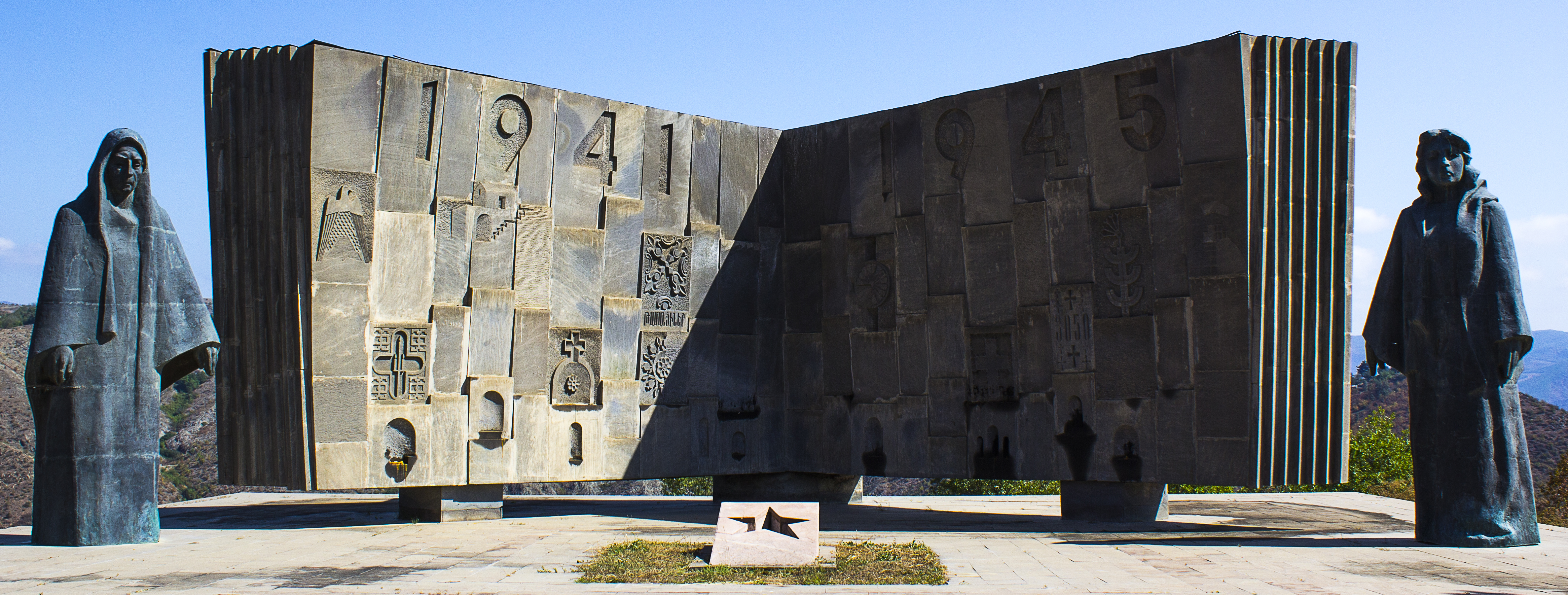
memorial de la Segona Guerra Mundial a prop de Kapan

Amb la consolidació del poder soviètic al Caucas, Siunik fou una de les darreres zones en resistir la dominació bolxevic. Finalment, quedà integrada dins la República Socialista Soviètica d’Armènia l’any 1921. Les regions veïnes de Nakhtxivan i l’Alt Karabakh foren assignades a l’Azerbaidjan soviètic. El 1936, Siunik esdevingué oficialment una part de la RSS d’Armènia. El 1931, la regió fou afectada per un terratrèmol devastador que destruí el 80% dels pobles, i un segon sisme el maig d’aquell any destruí 27 dels 38 pobles del districte de Sisian.
Administrativament, Siunik quedà dividit en els raions (districtes) de Meghrí, Kapan, Gorís i Sisian. Durant l’època soviètica, es desenvolupà la infraestructura i l’explotació minera del territori. Tanmateix, entre 1987 i 1989, en el context del conflicte del Karabakh, la població àzeri resident a la regió abandonà Siunik com a conseqüència de violència interètnica, contribuint a una major homogeneïtzació ètnica del territori.

### Independència de l’Armènia moderna
Des de la independència d’Armènia l’any 1991, es crea la província de Siunik. Amb la reforma administrativa de 1995, els quatre raions soviètics foren fusionats per formar la província de Siunik, amb capital a Kapan. La seva posició com a província meridional ha estat clau en el desenvolupament econòmic i energètic d’Armènia, especialment per la connexió amb l’Iran. El gasoducte de 140 km entre ambdós països, inaugurat a inicis del segle XXI, ha incrementat el subministrament energètic d’Armènia i ha despertat l’interès de Geòrgia per reduir la seva dependència energètica de Rússia.
L’any 2000 fou descoberta una antiga necròpolis entre els pobles de Kornidzor i Khendzoresk, a prop de Gorís, datada de l’època del domini Qara Qoyunlu.

### Situació contemporània i conflicte armeni-àzeri

Fronteres segons l'acord d'alto el foc de la segona guerra de l'Alt Kharabagh

Arran de la guerra de l'Alt Karabakh de 2020, els territoris situats a l’est de Siunik, fins llavors controlats per forces armènies, passaren a mans de l’Azerbaidjan. Això provocà l’allargament de la frontera directa entre Siunik i l’Azerbaidjan i generà preocupació sobre la seguretat de la província.A la localitat fronterera de Shurnukh, 12 habitatges quedaren en territori àzeri segons les noves línies frontereres. A més, diversos trams de la carretera entre Gorís i Kapan també quedaren sota control de l’Azerbaidjan.

Mapa de la crisis fronterera entre Armènia i Azerbaidjan de 2021-2023

El punt novè de l'acord de fi d'hostilitats de novembre de 2020 establia l’obertura de connexions econòmiques i de transport a la regió. El president de l’Azerbaidjan, Ilham Aliyev, ha afirmat que això implica un "corredor" a través de Siunik, amenaçant d’imposar-lo per la força. El primer ministre armeni, Nikol Paixiinián, ha rebutjat aquesta interpretació, defensant que l’acord no contempla cap corredor, sinó la simple obertura de comunicacions bilaterals.
El 12 de maig de 2021, forces àzeris penetraren diversos quilòmetres dins del territori armeni a la zona del llac Sevan, generant una crisi fronterera. El 10 de novembre de 2021 fou anunciada la finalització d’una carretera alternativa entre Gorís i Kapan, íntegrament dins de territori armeni.

## Cultura i patrimoni

### Fortaleses i restes arqueològiques
- A 1,5 km de l'aldea d'Angeghakot, al municipi de Sisian, hi ha el parc arqueològic prehistòric de Godedzor que té alguns petròglifs megàlits que daten d'entre el 3650 aC i el 3350 aC.[34] Fou un centre estractor d'obsidiana.[35]

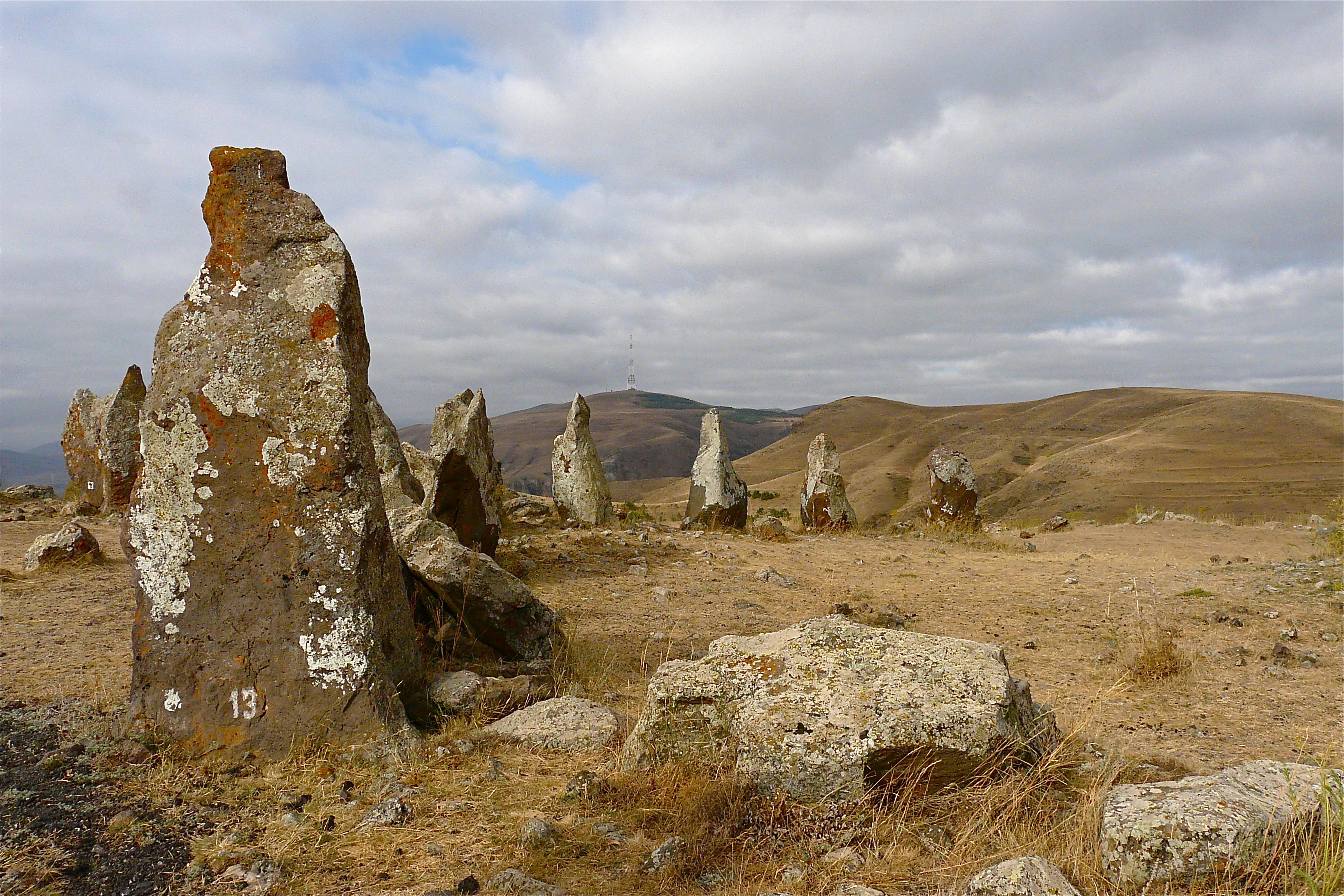
Cercle de megàlits de Zorats Karer o Carahunge

- A 2 km de Sisian hi ha el parc arqueològic de Carahunge, anomenat l'Stonehenge armeni.[36] Alguns científics com Paris Herouni i Onik Khnkikyan creuen que és un observatori astronòmic prehistòric.[37]
- La fortalesa de Baghaberd, a Kapan, del segle IV
- La fortalesa de Vorotnaberd, del segle V.
- La Fortalesa de Meghrí, del segle XI.
- Les coves artificials de Khendzoresk.

### Esglésies i monestirs
- Monestir de Sant Joan de Sisian (691).
- Monestir de Tatev. Segle IX.
- Monestir de Vorotnavank, segle X.
- Monestir de Vahanavank, segle X.
- Monestir de Bgheno-Noravank, del segle XI.
- Monestir de Tatevi Anapat, segle XVII.

## Economia

### Turisme

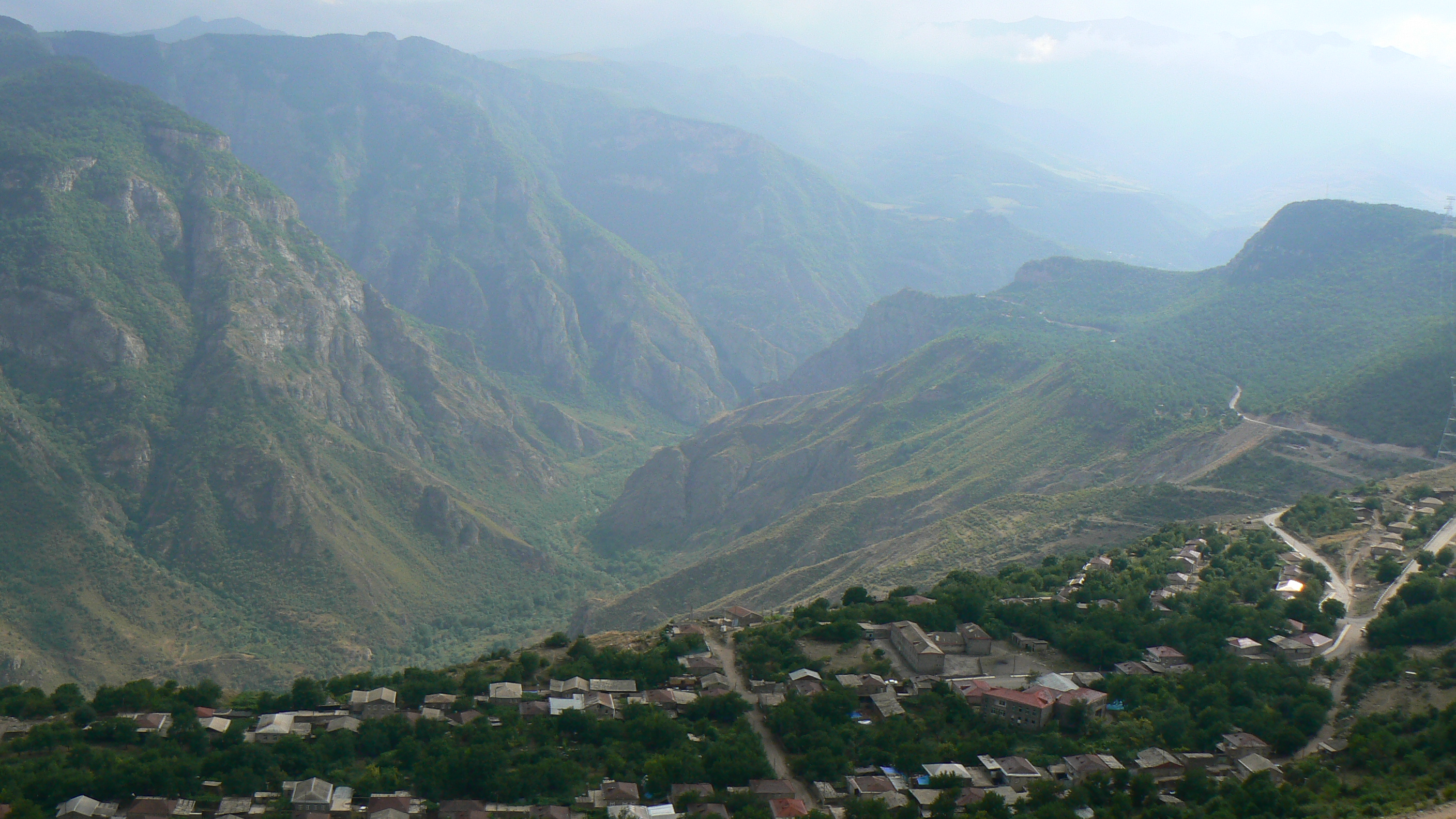
Vistes des del Telefèric de Tatev

El sector turístic està ben desenvolupat a la província. Les ciutats de Gorís i Kapan tenen un  nombre considerable d'hotels i hostals.
El patrimoni cultural i la bellesa natural de la regió atreuen turistes locals i extrangers, sobretot a l'estiu. El Telefèric de Tatev, inaugurat el 2010 entre Halidzor i el monestir de Tatev és el tranvia aeri reversible construit en una única secció més llarg del món. Té el rècord de l'aeri de doble track sense cap aturada. Té 5,7 km de llargària.
Molts boscos de Siunik són zones protegides naturals, com el Parc Nacional d'Arevik i la Reserva Estatal de Shikahogh. També hi ha santuaris de la natura com el de Boghakar, Gorís, Sev Lake, Zangezur i la plana Grove del riu Shikahogh.
Entre altres destinacions turístiques també hi ha el mont Khustup i les catarates Shaki.

## Educació
A la província de Siunik hi ha la Universitat Estatal de Gorís. També hi ha seus de la Universitat Estatal de Yerevan i de la Universitat Nacional Politècnica d'Armènia i de l'Institut del Teatre i la Cinematografia Estatal de Yerevan.
L'any 2016 hi havia 119 escoles a la província.

## Esports
L'esport més popular de la província de Siunik és el futbol. El FC Gandzasar Kapan és el club que la representa a la Lliga armènia de futbol i juga a l'estadi Gandzasar de Kapan. També hi ha estadis futbolístics a Meghrí, Gorís i Sisian. Fins a l'any 1997 també hi havia el FC Zangezour de Gorís.

## Personalitats notables
- Aram Manukian, home d'estat, fundador de la República Democràtica d' Armènia
- Aksel Bakunts, novelista
- Versand Hakobyan, oligarque i polític
- Sero Khanzadyan, novelista
- Baghdasar Arzoumanian, arquitecte
- Oksen Mirzoyan esportista d'Halterofília, Olímpic i campió del món.[39]

## Galeria d'imatges

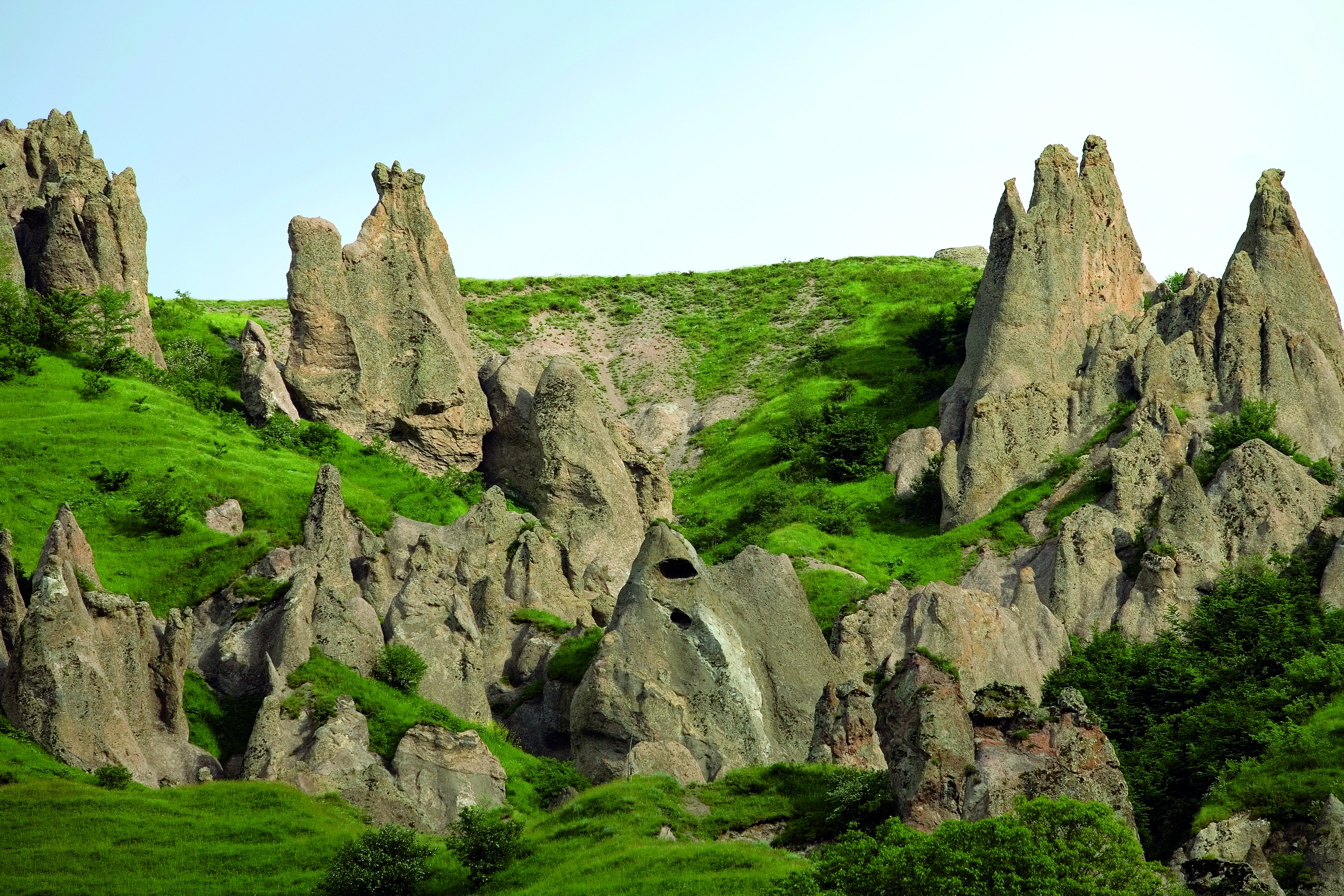
Les piràmides de pedra de Gorís
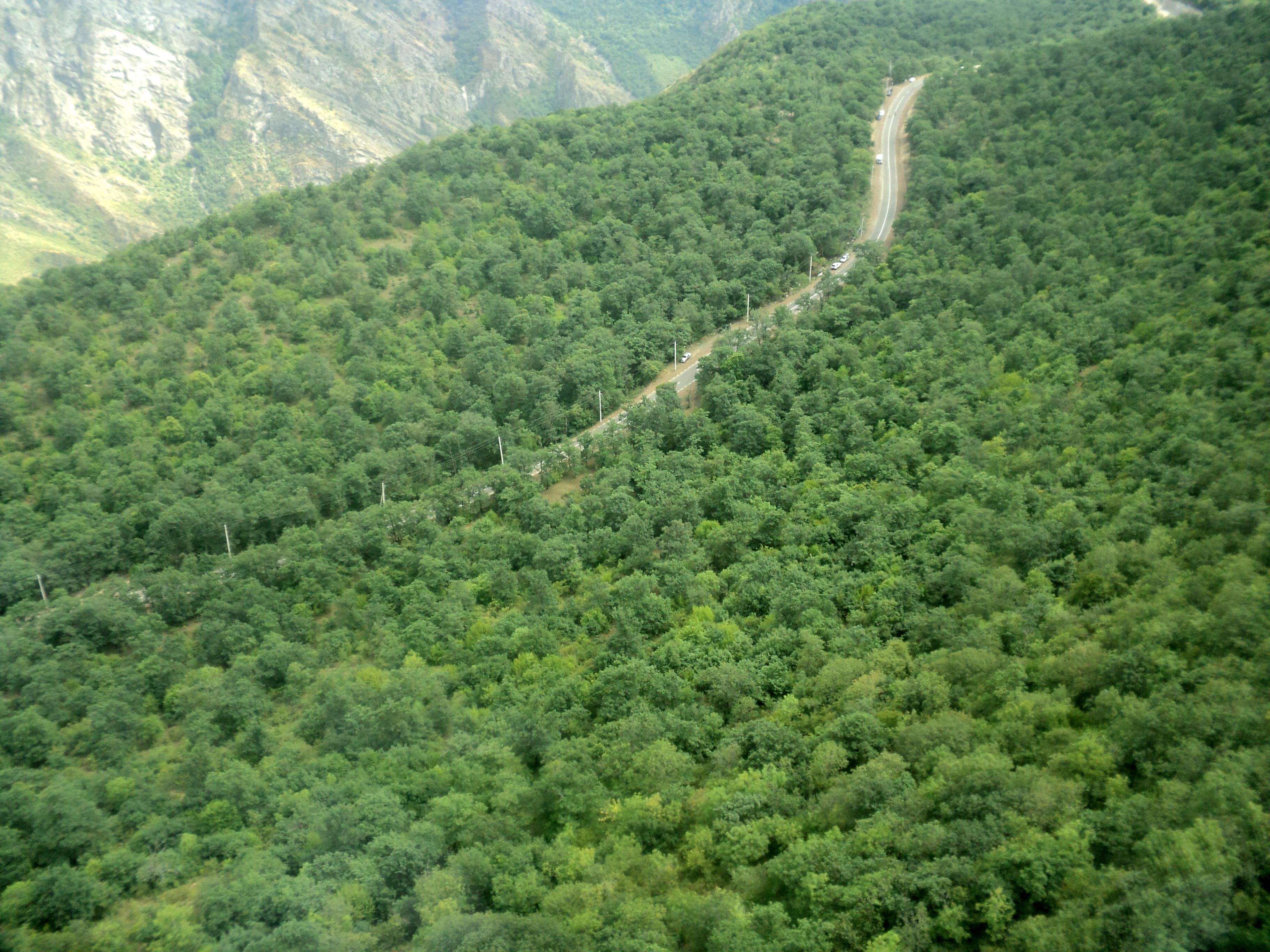
Santuari de la Natura de Zangezur
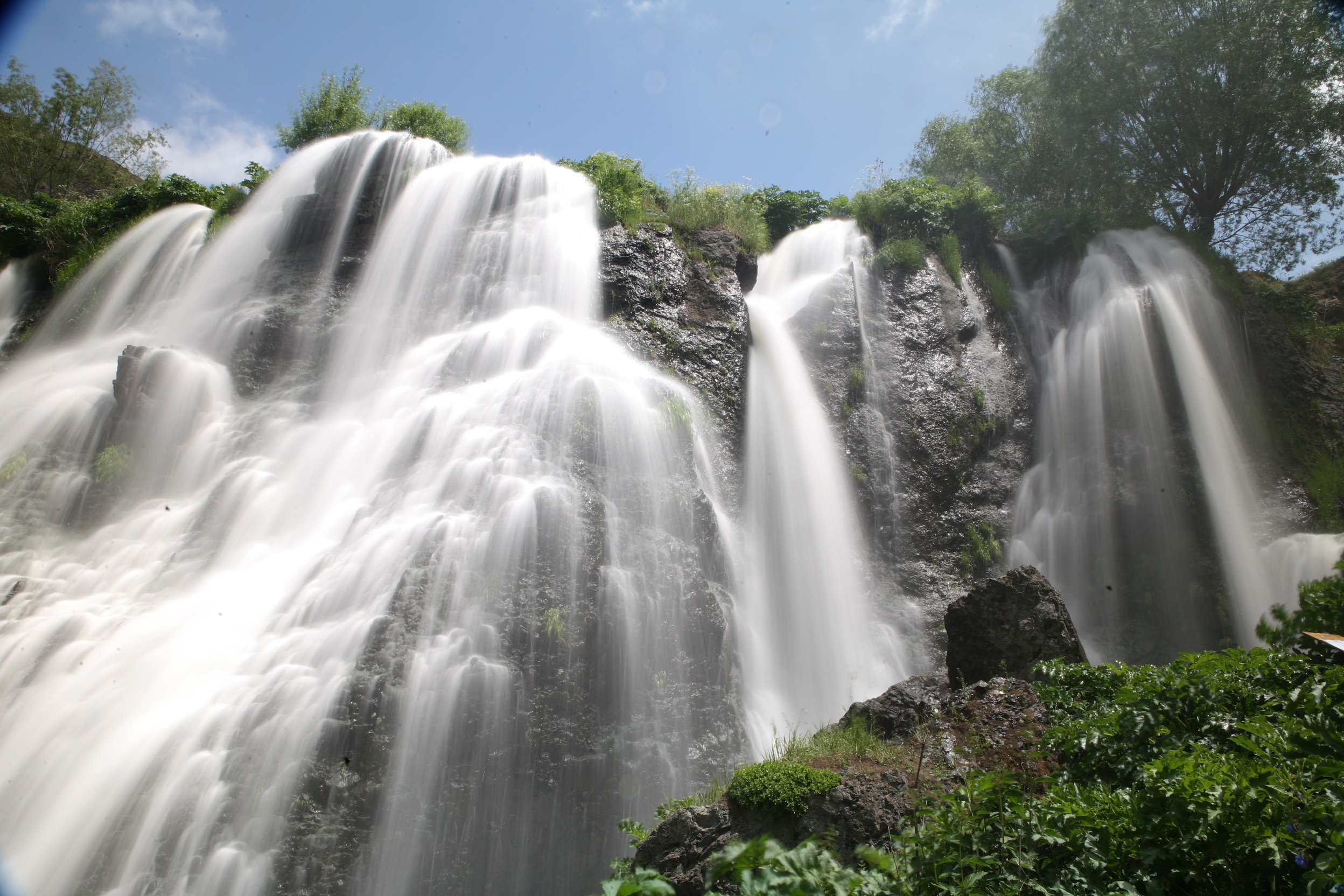
Catarata de Shaki
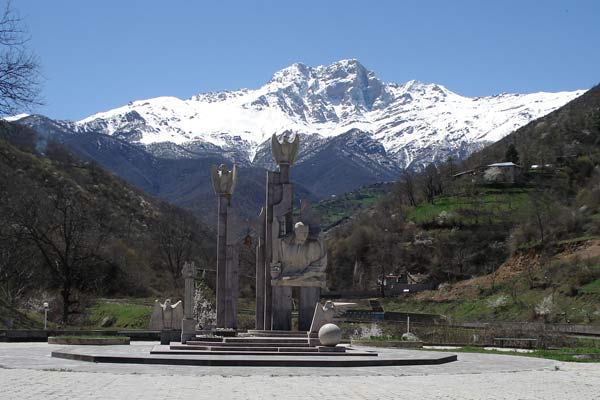
Monument a Garegin Nzhdeh i mont Khustup a prop de Kapan
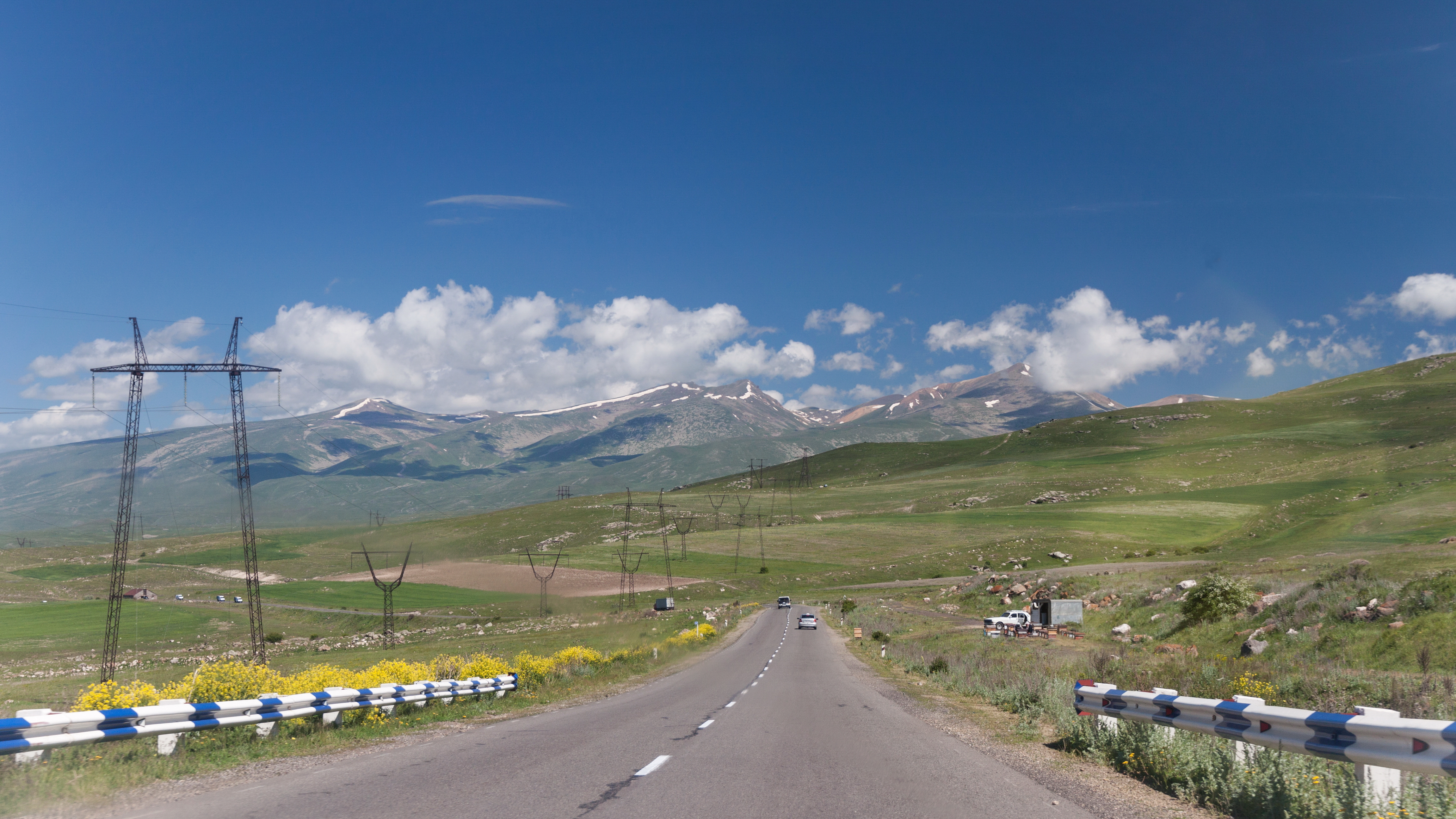
Paisatge des de la carretera M-2 entre Gorís i Shaki